# Do Tamanho Certo para o Meu Sorriso
Do Tamanho Certo para o Meu Sorriso é o vigésimo segundo álbum de estúdio da cantora brasileira Fafá de Belém, lançado em 8 de agosto de 2015 pela Joia Moderna. O disco foi produzido por Felipe Cordeiro e Manoel Cordeiro.
O álbum ganhou dois prêmios no 27º Prêmio da Música Brasileira de "Melhor Álbum" e "Melhor Cantora".

## Lista de faixas
| N.º            | Título                    | Compositor(es)                               | Duração  |  |
| 1.             | "Asfalto Amarelo"         | Manoel Cordeiro Felipe Cordeiro Zeca Baleiro | 2:58     |  |
| 2.             | "Volta"                   | Johnny Hooker                                | 4:30     |  |
| 3.             | "Ao Pôr do Sol"           | Firmo Cardoso Dino Souza                     | 3:05     |  |
| 4.             | "Usei Você"               | Silvio César                                 | 3:17     |  |
| 5.             | "Pedra Sem Valor"         | Dona Onete                                   | 3:30     |  |
| 6.             | "Vem Que é Bom"           | Manoel Cordeiro Ronery                       | 2:57     |  |
| 7.             | "Meu Coração é Brega"     | Veloso Dias                                  | 3:38     |  |
| 8.             | "Quem Não Te Quer Sou Eu" | Firmo Cardoso Nivaldo Fiúza                  | 3:20     |  |
| 9.             | "Os Passa Vida"           | Osmar Jr. Rambolde Campos                    | 3:47     |  |
| 10.            | "O Gosto da Vida"         | Péricles Cavalcanti                          | 3:01     |  |
| Duração total: | Duração total:            | Duração total:                               | 00:34:03 |  |